# یوزف کلت
یوزف کلت (انگلیسی: Josef Kalt؛ ۲۰ سپتامبر ۱۹۲۰ – ۲۱ فوریهٔ ۲۰۱۲) قایقران روئینگ اهل سوئیس بود.
وی در مسابقات کشوری و بین‌المللی در مجموع برندهٔ ۱ مدال نقره شده‌است.